# Right Side ONG
Right Side NGO ( en armenio: Իրավունքի Կողմ, romanizado: Aj koghm) es la primera organización de derechos de las personas transgénero en Armenia y la primera organización liderada por personas trans en la región del Cáucaso Sur.  Right Side NGO se fundó en 2016 como una organización no gubernamental y tiene su sede en Ereván. Su misión es servir y apoyar las necesidades de las personas transgénero y los trabajadores sexuales en Armenia, promover la protección de sus derechos humanos y abogar por el cambio de políticas públicas en torno a las cuestiones transgénero y el trabajo sexual. 

## Organización
La ONG Right Side fue fundada el 25 de enero de 2016 por Lilit Martirosyan, una activista armenia de derechos LGBTQ+.    La organización busca promover la protección de los derechos humanos de los ciudadanos transgénero y de los trabajadores sexuales transgénero y otros trabajadores sexuales en Armenia. Además, la organización apoya la creación de una sociedad más equitativa y tolerante, aumentando el conocimiento sobre la salud y la seguridad de las trabajadoras sexuales, creando conciencia sobre la prevención del VIH, desafiando los estigmas negativos y abogando por reformas legales y derechos laborales.La ONG también brinda servicios legales, sociales y psicológicos a la comunidad, organiza eventos anuales de "campamentos trans", cursos y capacitaciones de educación vocacional, talleres y seminarios de desarrollo de capacidades y diversas campañas de sensibilización en toda Armenia. La organización trabaja en estrecha colaboración con Pink Armenia en asuntos LGBTQ+ relacionados, incluida la promoción de una autoidentificación de género más fácil. 

## Cooperación internacional
Right Side NGO ha establecido relaciones de cooperación con misiones diplomáticas, agencias de las Naciones Unidas, el Consejo de Europa y otras organizaciones y redes intergubernamentales, no gubernamentales, internacionales y locales.  Right Side NGO es miembro de la Alianza Europea por los Derechos de las Trabajadoras Sexuales.

## Actividades
El 16 de mayo de 2016, la NGO conmemoró el Día Internacional Contra la Homofobia, la Bifobia y la Transfobia.A su vez, recibió una subvención del Fondo Europeo para la Democracia para promover la igualdad de las personas transgénero en Armenia y crear conciencia sobre los problemas que enfrentan. 
En colaboración con ILGA-Europa,  Right Side NGO implementó un proyecto de recopilación de datos centrado exclusivamente en los crímenes de odio, la violencia y la discriminación que enfrenta la comunidad transgénero.
En 2019, organizó el primer "Festival cultural de igualdad y diversidad de género" en Armenia como evento previo al primer desfile del orgullo gay de Armenia, cuya celebración estaba prevista para 2021.
El 11 de enero de 2019, la NGO anunció que ayudará a los ciudadanos trans de Armenia a adquirir nuevos pasaportes armenios con nombres que coincidan con la identidad y expresión de género de la persona. NGO confirmó que varios ciudadanos ya han obtenido nuevos pasaportes y que ha recibido financiación de la Fundación Europea para la Democracia.En 2020, Lilit Martirosyan recibió el Tulipán de Derechos Humanos del año durante una ceremonia organizada por el Gobierno de los Países Bajos en el Día de los Derechos Humanos. 
También en 2020, NGO inició una cooperación con la organización HPLGBT en Ucrania y con Tbilisi Pride en Georgia, con el objetivo de aumentar el activismo y promover los derechos humanos en Europa del Este.En marzo de 2022, la organización participó en una mesa redonda organizada por la Sociedad Armenia GALAS LGBTQ+.
El 3 de septiembre de 2022, Right Side NGO abrió en Ereván una nueva oficina de espacio seguro para la comunidad LGBTQ con el apoyo de la embajada de Suecia en Armenia. A la ceremonia de apertura asistieron varios embajadores y la defensora de los derechos humanos de Armenia, Kristinne Grigoryan. 
En febrero y marzo de 2023, representantes de NGO realizaron una visita de trabajo a los Estados Unidos y se reunieron con organizaciones como el Fondo Nacional para la Democracia, el Fondo de Acción Urgente para los Derechos Humanos de las Mujeres, la Campaña de Derechos Humanos, el Fondo Mundial para las Mujeres, La Libertad, House, Fundación Lesbiana Astraea para la Justicia y el Instituto Nacional Demócrata. La Sociedad Armenia GALAS LGBTQ+ recibió a la fundadora de  Right Side NGO, Lilit Martirosyan, en Glendale, California, para una discusión pública sobre la situación de las personas LGBTQ+ en Armenia, la discriminación y las violaciones de derechos humanos, y cómo los partidarios que viven en los Estados Unidos pueden apoyar a las personas LGBTQ+ que viven en Armenia.
El 21 de agosto de 2023, en una vigilia con velas por una mujer trans asesinada llamada Adriana, organizada por Right Side en el parque Komitas de Ereván, se reunieron más de 100 activistas LGBTQ+, junto con la familia de Adriana, el embajador holandés en Armenia y un representante del Reino Unido. La vigilia fue interrumpida por un grupo de agitadores que arrojaron huevos, botellas y piedras a los dolientes. Los agentes de policía, que se habían reunido en el parque en preparación para la vigilia no intervino 

## Liderazgo
En noviembre de 2022, la junta directiva de Right Side NGO está compuesta por cinco activistas, incluidos dos mujeres trans, dos hombres trans y una persona no binaria que gobiernan la organización. Además, tres de los miembros de la junta son trabajadoras sexuales. 